# Ibn al-Shatir
Ibn al-Shatir O Ibn ceniza-Shatir (árabe: ابن الشاطر; 1304–1375) fue un astrónomo en árabe: ابن الشاطر‎ Trabajó como muwaqqit (موقت, cronometrador religioso) en la Mezquita Umayyad Umayyad en Damasco y construyó un magnífico reloj de sol para su alminar en 1371/72.
Su tratado astronómico más importante fue kitab nihayat al-sul fi tashih al-usul ("La Búsqueda Final Respecto de la Rectificación de Principios"). En él reforma drásticamente los modelos ptolomaicos del Sol, la Luna y los planetas, eliminando el excéntrico y el ecuante introduciento epiciclos extra.
Aunque su sistema era principalmente geocéntrico (porque había eliminado los excéntriocos ptolemaicos), los detalles matemáticos de su sistema eran idénticos a los del De revolutionibus de Copérnico. No se sabe si Copérnico leyó a Ibn al-Shatir.